# Monument commémoratif au roi Alexandre Ier de Yougoslavie et à Louis Barthou
Pour les articles homonymes, voir Louis Barthou et Barthou.
Le monument commémoratif au roi Alexandre Ier de Yougoslavie et à Louis Barthou est un monument situé dans le 6e arrondissement de Marseille, en France, commémorant l'assassinat du roi Alexandre Ier de Yougoslavie et la mort de Louis Barthou, ministre français des Affaires étrangères, le 9 octobre 1934 dans cette même ville. Il est l'œuvre de l'architecte Gaston Castel et des sculpteurs Antoine Sartorio, Louis Botinelly et Élie-Jean Vézien.

## Localisation
Le monument est situé à l'angle de la place de la Préfecture et de la rue de Rome, à proximité de l'Hôtel de préfecture des Bouches-du-Rhône, dans le 6e arrondissement de Marseille.

## Description

Quatre statues féminines se trouvent à l'avant du monument, tenant deux par deux les portraits des deux victimes, le roi Alexandre Ier de Yougoslavie et le ministre français des Affaires étrangères, Louis Barthou. Derrière elles se trouve un bouclier monumental posé contre deux colonnes décorées de bas-reliefs et sur lequel est inscrit « Pax », par-dessus les armoiries des deux pays. Sur ces colonnes figurent deux grandes figures féminines représentant la Yougoslavie et la France.

## Historique
Le 9 octobre 1934, un attentat commis par le révolutionnaire bulgare Vlado Tchernozemski sur la Canebière, cause la mort du roi Alexandre Ier de Yougoslavie et de Louis Barthou, ministre français des Affaires étrangères, mortellement blessé  par une balle perdue dans la fusillade consécutive. Le lieu d'érection du monument est celui où ont été déposées les deux dépouilles lors d'une veillée funèbre. Le concours organisé par un comité marseillais est remporté en octobre 1937 par l'architecte Gaston Castel et les sculpteurs Antoine Sartorio, Louis Botinelly, et Élie-Jean Vézien.
Ce monument fait l’objet d’une inscription au titre des monuments historiques depuis le 23 juillet 2009.